# Länsväg 178
Länsväg 178 går mellan Varekil (vid väg 160) och Ellös. Båda platser ligger på Orust (Orust kommun, Västra Götalands län). Vägen är 17 km lång. T.o.m. år 1998 fanns anslutning till Rågårdsvik på Skaftö i Lysekils kommun via vägfärja.

## Anslutningar
Den ansluter endast till
- Länsväg 160.

## Historia
Vägen är byggd i nyare tid, i slutet av 1990-talet. Den följer den tidens princip för länsvägsstandard och är cirka 8-9 m bred och skyltad 90 km/h och har långa svepande kurvor. Innan vägen byggdes var det en krokig småväg i en liknande sträckning.